# Afterglow: The Will Rogers Sessions
Afterglow: The Will Rogers Sessions ist das vierte Studioalbum der US-amerikanischen Countryband The Great Divide.

## Titelliste
1. Days Go – 2:49
2. Out of Here Tonight – 3:34
3. Straight off into You – 3:18
4. Wild Horses – 3:14
5. Wildflower – 5:50
6. Ain't About to Fall – 3:21
7. Afterglow – 3:31
8. Hang on Cowboy – 2:49
9. Blue Skies – 2:55
10. Floods – 10:08
11. Livin' Like Thanksgivin'  – 3:51

## Entstehungsgeschichte
Nachdem die Alben Break in the Storm und Revolutions bei Atlantic Records veröffentlicht worden waren, hatte die Band ihren Vertrag gekündigt, da der neue Chef des Major-Labels sie nicht weiter unterstützen wollte. Nach einigen Monaten entschlossen sich die vier Musiker dazu, ein neues Album aufzunehmen.
Da sie sich kein Studio leisten konnte, mieteten sie das historische Will Rogers Theater in Oklahoma City, wo sie innerhalb von zwei Wochen ihre Aufnahmen erledigten. Der unkonventionelle Studioersatz erwies sich für die Gruppe als schwierig, da sie bei den Aufnahmen immer wieder von Bauarbeitern gestört wurde.
Afterglow wurde am 31. Oktober 2000 unter dem Label Broken Bow Records auf CD und Kassette veröffentlicht. Produziert wurde das Album von Danny Miller, der Lloyd Maines ersetzte.

## Rezeption
Das Album erhielt gemischte Kritiken. Lisa Young von Country Music Television lobte die Akustik in dem alten Kino, die einen „warmen und einladenden Sound“ erzeuge. Die Musik sei ehrlich und erfrischend. Das Urteil des Billboard-Magazins war ebenfalls positiv. Afterglow sei ein Country/Rock-Album mit großen Momenten. Zudem lobte der Autor die Stimme McClures.
Robert Wooldridge von Country Standard Time kam zu einem eher negativen Urteil. Er bemerkte, die Band nähere sich unter ihrem neuen Produzenten immer mehr dem Mainstream an. McClure und seine Bandkollegen seien zwar „gute Musiker“, es gelinge ihm als Songwriter aber nicht, etwas Neues anzubieten. Gleiches kritisierte auch John Metzger vom Magazin The Music Box, der letztendlich aber bemerkte, das Album werde Fans von Robert Earl Keen oder Uncle Tupelo gefallen. Er vergab drei von fünf Sternen. Von der Seite Allmusic bekam Afterglow ein durchschnittliches Urteil. Zweieinhalb von fünf Sternen wurden vergeben.

## Lieder
Abgesehen von Livin’ Like Thanksgivin’, das von Mike McClure, Kelley Green und Scott Copeland geschrieben wurde, stammen alle Lieder aus der alleinigen Feder McClures.
Als erste Single des Albums wurde im Oktober 2001 Days Go ausgekoppelt. Der Titel Out of Here Tonight erhielt als einziger Song des Albums ein Musikvideo, bei dem Peter Zavadil Regie führte. Das Video wurde im Februar 2001 in Lockhart, Texas gedreht. Am 13. Oktober wurde Wild Horses als dritte und letzte Single ausgekoppelt.
Der Song Floods ist ein Hidden Track.